# Welterbe in Jamaika

Zum Welterbe in Jamaika gehört (Stand 2025) zwei UNESCO-Welterbestätten, davon eine gemischte Stätte des Weltkultur- und -naturerbes und eine Kulturerbestätte.  Jamaika ist der Welterbekonvention 1983 beigetreten. Die erste Welterbestätte wurde 2015 in die Welterbeliste aufgenommen, die zweite und bislang letzte 2025.

## Welterbestätten
Die folgende Tabelle listet die UNESCO-Welterbestätten in Jamaika in chronologischer Reihenfolge nach dem Jahr ihrer Aufnahme in die Welterbeliste (K – Kulturerbe, N – Naturerbe, K/N – gemischt, (G) – auf der Liste des gefährdeten Welterbes).
| Bild                                | Bezeichnung                         | Jahr | Typ | Ref. | Beschreibung |
| ----------------------------------- | ----------------------------------- | ---- | --- | ---- | --- |
| Blue und John Crow Mountains        | Blue und John Crow Mountains (Lage) | 2015 | K/N | 1356 | Nationalpark um die Blue Mountains Erfüllte Kriterien für Weltkultur- und Naturerbe: iii., vi., x.                                                                    |
| Archäologisches Ensemble Port Royal | Archäologisches Ensemble Port Royal | 2025 | K   | 1595 | Die einstmals bedeutende Hafenstadt auf Jamaika versank 1692 nach einem Erdbeben zu großen Teilen im Meer. Erfüllte Kriterien für Weltkultur- und Naturerbe: iv., vi. |

## Tentativliste
In der Tentativliste sind die Stätten eingetragen, die für eine Nominierung zur Aufnahme in die Welterbeliste vorgesehen sind.

### Aktuelle Welterbekandidaten
Mit Stand 2025 sind zwei Stätten in der Tentativliste Jamaikas eingetragen, die letzte Eintragung erfolgte im April 2025. Die folgende Tabelle listet die Stätten in chronologischer Reihenfolge nach dem Jahr ihrer Aufnahme in die Tentativliste.
| Bild                         | Bezeichnung                  | Jahr | Typ | Ref. | Beschreibung                                                                       |
| ---------------------------- | ---------------------------- | ---- | --- | ---- | ---------------------------------------------------------------------------------- |
|                              | Seville Heritage Park        | 2009 | K   | 5431 | Parkfläche 1,2 km², die Nominierung von Sevilla la Nueva war 1988 abgelehnt worden |
| Cockpit Country Schutzgebiet | Cockpit Country Schutzgebiet | 2025 | K/N | 6822 |                                                                                    |

### Ehemalige Welterbekandidaten
Diese Stätten standen früher auf der Tentativliste, wurden jedoch wieder zurückgezogen oder von der UNESCO abgelehnt. Stätten, die in anderen Einträgen auf der Tentativliste enthalten oder Bestandteile von Welterbestätten sind, werden hier nicht berücksichtigt.
| Bild                           | Bezeichnung                    | Jahr      | Typ | Ref. | Beschreibung |
| ------------------------------ | ------------------------------ | --------- | --- | ---- | --- |
|                                | White Marl Arawak Arch site    | 1987–1988 | K   |      | Von Jamaica 1988 wieder zurückgezogen |
|                                | Mason River Field Station      | 1987–1988 | K   |      | Von Jamaica 1988 wieder zurückgezogen |
| Spanish Town                   | Spanish Town                   | 1988–1988 | K   |      | Von Jamaica wieder zurückgezogen |
| Headquarters House in Kingston | Headquarters House in Kingston | 1988–1988 | K   |      | Von Jamaica wieder zurückgezogen |
| Historische Zone von Falmouth  | Historische Zone von Falmouth  | 1988–1988 | K   |      | Der historische Stadtkern der Stadt Falmouth an der Nordküste Jamaikas gilt als einer der besterhaltenen in der Karibik Von Jamaica wieder zurückgezogen |